# فرانسوا ألير
فرانسوا ألير هو لاعب هوكي الجليد كندي، ولد في 11 أكتوبر 1959 في كندا.

## وصلات خارجية
- فرانسوا ألير على موقع HockeyDB.com (الإنجليزية)